# SN 1982D
SN 1982D – supernowa typu II odkryta 23 marca 1982 roku w galaktyce NGC 5679B. W momencie odkrycia miała maksymalną jasność 18,00m.